# 林月雲
林月雲（1915年9月8日—1992年6月19日），活躍於1930年代的臺灣女性田徑運動員選手，在日治時期數次獲得日本全國80公尺跨欄、三級跳遠以及跳遠冠軍。分別在1935年與1938年時被推舉成為「第11回柏林奧林匹克運動會」，以及「第12回東京奧林匹克運動會」日本代表第一培訓選手。

## 經歷

### 家庭背景
1915（大正4）年生於臺中州彰化郡和美莊柑子井（今彰化縣和美鎮），為人稱阿牛舍林緝宗與林吳却的三女，家中共有十姊妹與三兄弟。其父曾任彰化建築組合理事，家中經營鳳梨罐頭、味素、爆竹等工廠事業，家境富裕。
林月雲首次參與正式的田徑賽為1928（昭和3）年2月12日的「臺中御大典記念競技會」，代表彰化女子公學校（今彰化縣民生國民小學）參加50、100公尺的競賽，並且分別以7秒4、14秒8獲得冠軍。

### 高中時期
自彰化女子公學校畢業後，林月雲進入彰化女子高等學校就讀，接受教師菊地千代壽的指導。參與的第一場比賽為1928（昭和3）年「臺中州下年齡別競技會」，此次大會她參加100公尺與三級跳遠的競技，分別以14秒4與9公尺22的成績獲得雙料冠軍。而後在1929（昭和4）年的「第十回全島陸上競技選手權大會」中獲得三級跳遠第4名。

### 賽事

#### 第六回明治神宮體育大會
1931（昭和6）年9月26、27日，「第十二回全島大會兼明治神宮預選賽」於臺北帝國大學舉行，林月雲獲得100公尺亞軍，並在三級跳遠中以10公尺46的成績刷新由鶴田靜枝所保持10公尺33的臺灣紀錄。隨後，林月雲獲選成為「第六回明治神宮體育大會」臺灣女子100公尺與三級跳遠之代表，成為自1926（大正15）年以來第一位參賽的臺籍女選手。
1931（昭和6）年11月1、2日，「第六回明治神宮體育大會」於明治神宮外苑競技場舉行，林月雲參加100公尺與三級跳遠兩項個人競賽，在三級跳遠項目中以創下臺灣新紀錄之10公尺96的佳績，獲亞軍，並以「於女子三級跳遠林孃接近日本紀錄」為標題，刊載於《臺灣日日新報》。

#### 1932年洛杉磯奧運預選會
1932（昭和7）年4月29、30日，「建功神社奉納陸上競技會兼奧運地方預選會」於臺北帝大競技場舉行。林月雲在女子100百公尺預賽中，以12秒9的佳績刷新由內村貞所保持的13秒0的臺灣紀錄，決賽再度以再度12秒9的成績獲得冠軍。此外，在三級跳遠表現上，更是在第5次試跳中以11公尺15的成績刷新由自己所保持的臺灣紀錄，而且僅1公分之差就可以平日本全國紀錄。
賽後召開的臺灣陸上競技部役員會議中，也因此決定由林月雲代表臺灣參加全日本奧運預選會，成為代表臺灣女子（包含當時在臺的日本人）角逐奧運的第一人。隨後又在5月14日公佈彰化高女蕭織也將一同與林月雲前往參加選拔，而領軍教練則由教諭菊地千代壽擔任。
5月17日，林月雲與蕭織一同乘吉野丸踏上征途前往日本東京神宮競技場。可惜，不幸遭遇暴風雨的襲擊，兩人均產生暈船的現象。故使得林月雲於100公尺預賽中意外敗戰，而三級跳遠競賽中也僅跳出10米66的成績獲得亞軍，無緣入選1932年洛杉磯奧運的日本代表選手。

#### 破日本紀錄
經歷「全日本奧運預選會」的挑戰失利，林月雲於6月5日返臺。而後又立刻投入在臺中水源地競技場舉辦的第一回臺中州下陸上競技會。林月雲在此役共參加了百公尺、三級跳遠、二百公尺接力，以及四百公尺接力四個項目。在100公尺方面，雖奪得第一，但成績不盡理想，而在三級跳遠的表現上，她在第4次試跳中以11公尺51的佳績，打破日本紀錄。
很可惜的是，此破紀錄最後因臺中競技場未被公認，日本陸上競技聯盟無法承認林月雲打破日本紀錄之事實， 最終只能以突破日本紀錄或是非正式紀錄來稱之。

### 赴日留學、挑戰1936年柏林奧運
由於林月雲在三級跳遠，以及100公尺上擁有傑出的成就與潛力下，引起日本女子體育專門學校（今日本女子體育大學）校長二階堂女士的注意，並透過當時在早稻田大學留學的臺灣田徑名將張星賢的穿針引線，以及陳啟川和楊肇嘉擔任保證人下，開啟了林月雲赴日，再度挑戰1936年柏林奧運的道路。

#### 初次奪冠
進入日本女子體育專門學校後的林月雲，先是在1933（昭和8）年10月7-8日的「關東預選會」上，代表女子體專出賽，獲得100公尺決賽第4名、三級跳遠冠軍（10公尺45）、400公尺接力冠軍（55秒2），從而取得明治神宮體育大會的出賽權。後續在11月1-2日的「第七回明治神宮體育大會」三級跳遠中，奪下她生平第一座全日本冠軍。

#### 轉戰跳遠、八十公尺跨欄
在日本留學的第二年起，林月雲除參加原本的專長項目外，還積極轉攻跳遠與80公尺跨欄等項目，其原因興許是為了增加參加1936柏林奧運而準備；跳遠則可能是為參加女子世界運動會。
1934（昭和9）年04月27日，「第一回關東女子陸上競技大會」在明治神宮外苑競技場舉行，林月雲參加100公尺與跳遠，賽後獲選為倫敦女子奧運會的日本代表選手，但林月雲自行辭退。
1935（昭和10）年6月30日的「關東女子陸上競技會」中，林月雲分別奪下80公尺跨欄、100公尺及400公尺接力的冠軍，也獲選為「第一回三地域女子對抗陸上競技會」之關東地區代表。隨後在7月20-21日的「女子對抗陸上競技會」中，獲得80公尺跨欄、跳遠冠軍，及100公尺、400公尺接力銅牌。

#### 入選柏林奧運會日本第一培訓選手
1935（昭和10）年11月2-4日，「第八回明治神宮體育大會」於明治神宮外苑競技場舉行，林月雲主要參加100公尺與80公尺跨欄，且均獲得亞軍。而在80公尺跨欄預賽跑出的12秒6之成績，也在戰後被追認為全國紀錄。
此役結束後，日本陸上競技聯盟決定將在此次大會中表現優秀的林月雲列為百公尺、八十公尺跨欄，以及四百公尺接力三項之奧運培訓選手。因此，林月雲為了參加奧運留而在東京與廣橋百合子、三井美代子3人，一同從事集訓、測驗與比賽。然而，林月雲卻很不巧地在賽前感染肺炎，使其在1936（昭和11）年的「最終預選賽」中，以0.1秒之差，敗給三井美代子，加之日本縮減參賽人數，使林月雲最終無緣參加1936年柏林奧運 

### 備戰1940年東京奧運
林月雲經過約1年的返臺調養與訓練後，1937（昭和12）年9月25-26日，林月雲代表臺中支部參加「第十八回全島大會兼第九回明治神宮臺灣預選會」，其不僅在100公尺與跳遠上奪得冠軍，順利獲選為第九回明治神宮體育大會臺灣代表選手，更在100公尺預賽中以12秒5的成績刷新由自己所保持的臺灣紀錄，且該成績在戰後被追認為全國紀錄。
然而，林月雲在「第九回明治神宮體育大會」中，100公尺僅獲得第4名，跳遠項目則以5公尺39的佳績刷新臺灣紀錄（戰後追認為全國紀錄），僅敗給吉野トヨ子1公分，獲得亞軍。林月雲雖不是冠軍，但日本陸上競技聯盟技術委員會仍推薦林月雲成為東京奧運會日本第一培訓選手。
無奈的是，由於中日戰爭已進入長期抗戰的階段，且在多國向國際奧會（IOC）的抗議下，日本奧運組織委員會於1938（昭和13）年7月15日歸還第十二屆東京奧運的主辦權，林月雲也因此三度與奧運擦身而過。
最終，林月雲在1938（昭和13）年11月3日舉辦之「臺南陸上競技大會」中，奪得100公尺與跳遠冠軍後，就告別跑道，劃下她追求奧運競技歷程的休止符。